# Idaea asceta
Idaea asceta är en fjärilsart som beskrevs av Louis Beethoven Prout 1910. Idaea asceta ingår i släktet Idaea och familjen mätare. Inga underarter finns listade i Catalogue of Life.